# Provinsen kalder
Provinsen kalder er en dansk film fra 1935. Filmen må karakteriseres som et folkeligt lystspil.
- Manuskript Viggo Josephsen.
- Instruktion Lau Lauritzen Sen.

Blandt de medvirkende kan nævnes:
- Holger Reenberg
- Agis Winding
- Ebbe Rode
- Aage Foss
- Lis Smed
- Ib Schønberg
- Olga Svendsen